# Takakura Aszako
Takakura Aszako (高倉 麻子; Hepburn: Takakura Asako) (Fukusima, 1968. április 19. –) japán válogatott labdarúgó, 2016 óta a japán női labdarúgó-válogatott vezetőedzője.

## Klub
A labdarúgást a Yomiuri Beleza csapatában kezdte. 1985 és 1998 között a Yomiuri Beleza csapatában játszott, 167 bajnoki mérkőzésen lépett pályára és 30 gólt szerzett. 1992-ben és 1993-ban a liga legértékesebb játékosának választották. 1999-ben a Matsushita Electric Panasonic Bambina csapatához szerződött. 2000 az Egyesült Államokban játszott. 2001-ben visszatért Japánba a Speranza FC Takatsuki csapatához. 2004-ben vonult vissza.

## Nemzeti válogatott
1984-ben debütált a japán válogatottban. A japán válogatott tagjaként részt vett az 1991-es, az 1995-ös világbajnokságon és az 1996. évi nyári olimpiai játékokon. A japán válogatottban 79 mérkőzést játszott.

## Statisztika
| Japán válogatott | Japán válogatott | Japán válogatott |
| Időszak          | Mérk.            | gól              |
| ---------------- | ---------------- | ---------------- |
| 1984             | 3                | 0                |
| 1985             | 0                | 0                |
| 1986             | 11               | 3                |
| 1987             | 3                | 4                |
| 1988             | 3                | 0                |
| 1989             | 6                | 3                |
| 1990             | 4                | 2                |
| 1991             | 12               | 4                |
| 1992             | 0                | 0                |
| 1993             | 5                | 6                |
| 1994             | 7                | 2                |
| 1995             | 9                | 0                |
| 1996             | 10               | 0                |
| 1997             | 0                | 0                |
| 1998             | 0                | 0                |
| 1999             | 6                | 5                |
| Összesen         | 79               | 29               |

## Sikerei, díjai
Japán válogatott
- Ázsia-kupa:  Ezüst; 1986, 1991, 1995,  Bronz; 1989, 1993

Klub
- Japán bajnokság: 1990, 1991, 1992, 1993

Egyéni
- Az év japán játékosa: 1992, 1993
- Az év japán csapatában: 1989, 1991, 1992, 1993, 1994, 1997, 1998